# کلرال
کلرال (به انگلیسی: Chloral) با فرمول شیمیایی C۲HCl۳O یک ترکیب شیمیایی است. که جرم مولی آن ۱۴۷٫۳۸۸ g/mol می‌باشد. 